# Solid Earth
Solid Earth est une revue scientifique en libre accès à comité de lecture couvrant les sciences de la Terre (y compris géochimie et géophysique) et s'intéressant aux aspects de la Terre solide. Elle a été créée en 2010 et est publiée par Copernicus Publications pour le compte de l'Union européenne des géosciences, qui en dirige la rédaction.

## Thématiques
Solid Earth traite de la composition, de la structure et de la dynamique de la Terre, depuis sa surface jusqu'à son centre, à toutes les échelles spatiales et temporelles.

## Processus de publication
Le processus d'acceptation et de publication des articles est interactif et se fait en plusieurs étapes :
- Dans un premier temps, les articles passent un examen rapide par des pairs nommés par les directeurs de publication ;
- dans un deuxième temps, ils sont publiés sur le forum du site internet de l'Union européenne des géosciences : EGUsphere. Ils sont ensuite soumis pendant plusieurs semaines à une évaluation publique et interactive par tous les pairs qui le souhaitent, notamment sous forme de commentaires de référents (anonymes ou attribués), de commentaires supplémentaires d'autres membres de la communauté scientifique (attribués) et de réponses des auteurs ;
- enfin, s'ils sont acceptés par la communauté, une version révisée par les auteurs (tenant compte des remarques de l'étape précédente) est publiée dans la revue. Pour assurer la préséance de la publication pour les auteurs et pour fournir un historique vérifiable de la discussion scientifique en ligne, le journal et le forum sont archivés en permanence et entièrement consultables.

## Résumé et indexation
La revue est résumée et indexée dans :
- Current Contents/Physical, Chemical & Earth Sciences[4]
- EBSCO databases
- Compendex[5]
- GEOBASE[6]
- GeoRef
- ProQuest (en)
- Science Citation Index[4]
- Scopus[7]

Selon le Journal Citation Reports, le facteur d'impact de la revue en 2024 est de 3,2.